# إلمر هولمز بوبست
 إلمر هولمز بوبست  
إلمر هولمز بوبست (1884-1978) كان رجل أعمال أمريكي ومحسن عمل في صناعة الأدوية.
| المحتويات 1 الحياة المبكرة والوظيفي 2 تراث 2.1 مكتبة إلمر هولمز بوبست 3 المراجع |

## النشأة والوظيفة

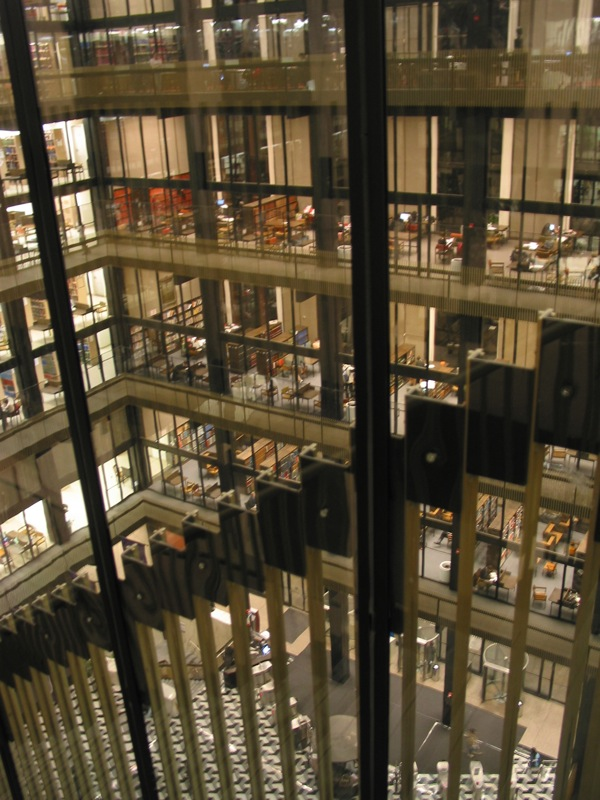
منظر داخلي لمكتبة إلـمر هولمز بوست – جامعة نيويورك

ولد بوبست في ليتيتز، بنسلفانيا. كان يطمح إلى أن يصبح طبيبا، ولكن بدلا من ذلك، علم نفسه علم الصيدلة. بعد أن ألفت زوجته إثيل خطاب المقابلة، أصبح مديرا وأمينا لصندوق هوفمان لاروش للأعمال الكيميائية بحلول عام 1920.عندما تقاعد بوبست من الشركة في عام 1944، كان أحد المديرين التنفيذيين للشركات الأعلى أجرا في البلاد. في عام 1945 تولى مسؤولية شركة ويليام وارنر المريضة (لاحقا وارنر لامبرت) وظل رئيس مجلس الإدارة. [بحاجة لمصدر]
كان لبوبست صلات وثيقة بالرئيس دوايت أيزنهاور، وكان أيضا صديقا مقربا للرئيس ريتشارد نيكسون، حيث ساهم بسخاء في حملاتهم وساعد في توجيه مسيرة نيكسون المهنية. انضم آل نيكسون إلى بوبست وحفيدته آن وستيفاني في العديد من الزيارات إلى سبرينغ ليك، نيو جيرسي. في عام 1968، أصبح بوبست مستشارا للبيت الأبيض في القضايا الصحية. كانت المساعي الخيرية مهمة أيضا لبوبست، خاصة أبحاث السرطان والتعليم. [بحاجة لمصدر]

## تراث
كان لدى بوبست ابن واحد إلمر والتون بوبست (توفي عام 1964) مع زوجته البالغة من العمر 50 عاما، إثيل روز بوبست (توفي عام 1954). ولده، إي والتون بوبست، الرئيس السابق لشركة بوبست الدوائية، ابنتان، آن بوبست هايلي وستيفاني بوبست هايمز فاندن هيوفيل.
في أبريل 1961 تزوج بوبست ممدوحة السيد، الذي كان عضوا في الوفد اللبناني لدى الأمم المتحدة، وصغره بعقود.[1] اشترى لها العديد من الجواهر الجميلة، بما في ذلك تاج الماس الذي كان في السابق ملكا للملكة جيرالدين من ألبانيا. [2] في عام 1988، تبرعت ممدوحة بوبست بسجلات زوجها الراحل وأمتعته الشخصية إلى مكتبة فاليس في جامعة نيويورك.[3] توفي ممدوحة بوبست في عام 2015.[4]
كان بوبست معروفا أيضا بأنه معاد للسامية، وكتب في رسالة إلى نيكسون، "لقد أزعج اليهود العالم منذ البداية. إذا كان هذا البلد الحبيب لنا ينهار من أي وقت مضى، اللوم ينبغي أن يعزى بحق إلى العمل الخبيث من اليهود في السيطرة الكاملة على اتصالاتنا.” [5]
مكتبة إلمر هولمز بوبست
قدم بوبست 11 مليون دولار لإكمال وافتتاح مكتبة بوبست بجامعة نيويورك. افتتحت مكتبة إلمر هولمز بوبست في 12 سبتمبر 1973، وهي المكتبة الرئيسية ومبنى المرساة في جامعة نيويورك. تقع في الركن الجنوبي الشرقي من حديقة واشنطن سكوير، سميت على اسم متبرعها. كان بوبست وصيا لفترة طويلة في جامعة نيويورك